# L'Ovide moralisé

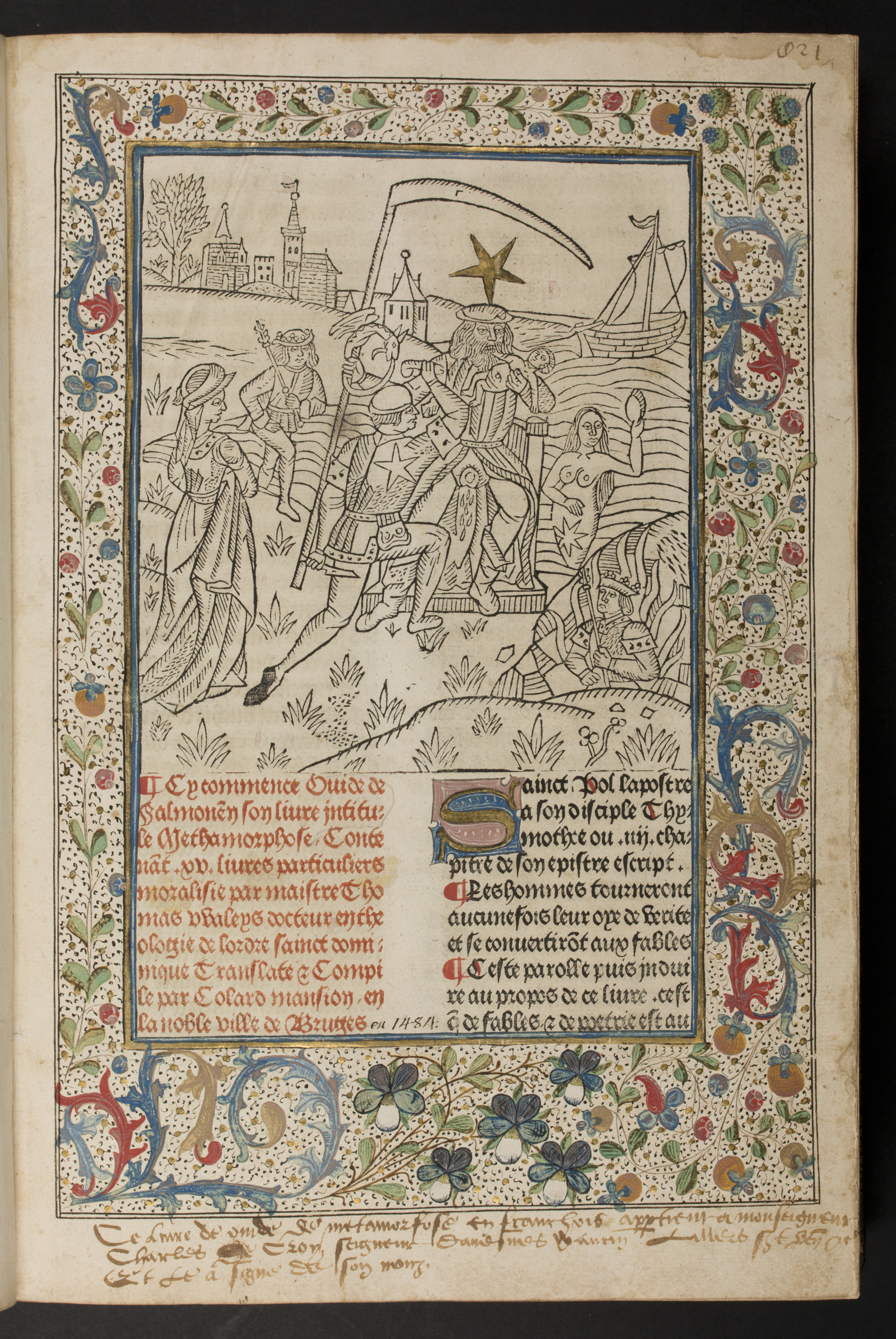
Extrait de L'Ovide moralisé imprimé par Colard Mansion en 1484. Conservé à la Bibliothèque municipale de Bruges.

L'Ovide moralisé est une adaptation anonyme en vers des Métamorphoses d'Ovide en ancien français réalisée au début du XIVe siècle.
Comportant environ 72 000 vers octosyllabiques, et anciennement attribuée sans fondement à Philippe de Vitry ou à un certain Crestien li Gois, l'œuvre semble avoir été rédigée entre 1317 et 1328 et dédiée à Jeanne de Bourgogne, reine de France et femme de Philippe V le Long.

## La légende de Philomène
La légende de Philomèle (dont le nom a été transformé en Philomène dans le texte de l'Ovide moralisé), Procnée et Térée est, selon plusieurs médiévistes, une transcription d'un roman de Chrétien de Troyes intitulé La Muance de la hupe, de l'aronde et del rossignol qui, grâce à cela, est le seul roman de Chrétien ne traitant pas de la légende arthurienne qui soit parvenu jusqu'à notre époque. Le texte original a disparu et seule cette réécriture permet de le connaître encore. Il apparaît cependant que de trop nombreuses interpolations empêchent de retrouver le roman initial.

## Influences
Cette œuvre a une influence déterminante sur les représentations artistiques de la mythologie grecque chez les artistes de la Renaissance : parce qu'il fait suivre le récit de Persée par celui de Bellérophon et Pégase, il est à l'origine d'une confusion entre les deux mythes et des nombreuses représentations erronées de Persée sur Pégase.

### Texte et éditions
- C. De Boer, L'Ovide moralisé : Poème du commencement du quatorzième siècle, Amsterdam, Johannes Müller, 1915, 780 p. (lire en ligne)
- Bibliographie complète sur le site ARLIMA